# 櫛山古墳

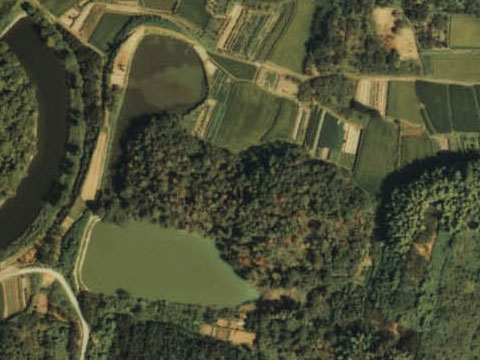
1979年撮影

櫛山古墳（くしやまこふん）は、奈良県天理市柳本町に所在する古墳時代前期後半の古墳（双方中円墳）である。

## 概要
櫛山古墳は、柳本古墳群の一つで、行燈山古墳の後円部に石畳の残る山辺の道を隔て接していて、より山側の高い位置にある。双方中円墳という特異な墳形をしている。この特異な墳形をもつ古墳としては、他に岡山県の楯築遺跡や香川県高松市の石清尾山（いわせおやま）古墳群の猫塚古墳がある。櫛山古墳や猫塚は、古墳前期でもその後半に属する古墳で、楯築弥生墳丘墓よりも100年ほど後に築造された。

## 規模・形状
櫛山古墳は、猫塚のように、二つの方形突出部がほぼ均等な大きさでなく、むしろ普通の前方後円部にもう一つの短い突出部を付けたような形状に変形している。周濠を持っていない。しかし、周囲に周濠の区画が残り水田となっており、当初の姿を残しているといえる。周濠の範囲は東西190メートル、南北165メートルあって、前方部側面での周濠幅は約56メートルあまりである。
墳丘長152メートル、中円部直径約90メートル、前方部の長さおよび幅とも60メートル、後方部の長さ25メートル。中円部の西側に前方部、東側に後方部を備えた双方中円墳である。
前方部と中円部の頂上は平坦で、3～4センチの白い小石が埋葬施設周辺に敷き詰められていたとおもわれる。
段築は中円部・後方部3段と前方部2段に築かれている。30センチぐらいの大きさの板状の葺き石が墳丘全体に葺かれていたと見られている。
中円部はほぼ正円形、前方部は正方形で前面の広がりや正面の弧状がない。
後方部は短く、わずかに開いている。排水施設を備えていて、長さ5メートル、幅3.4メートルの土壙も検出されている。

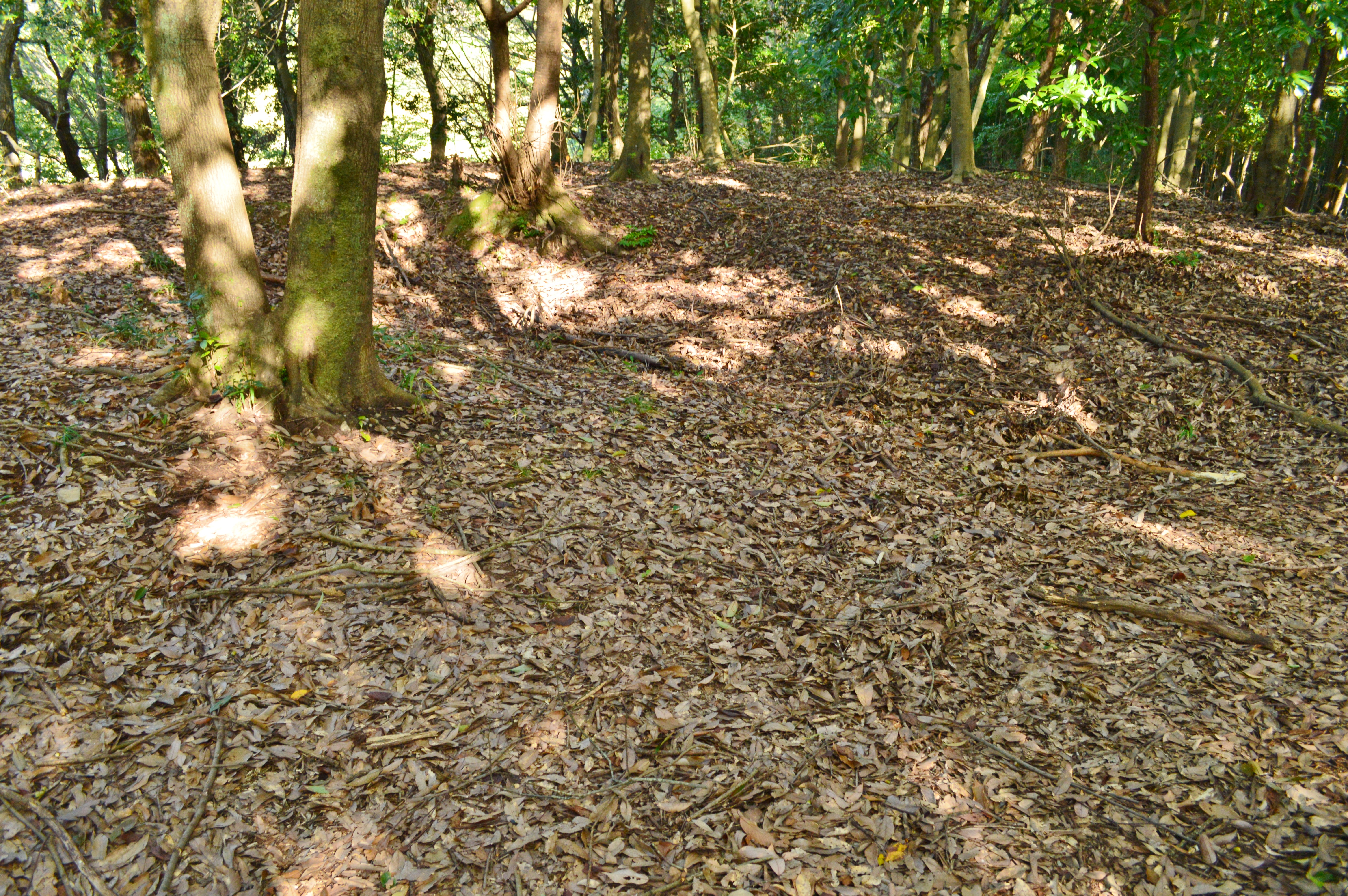
中円部墳頂
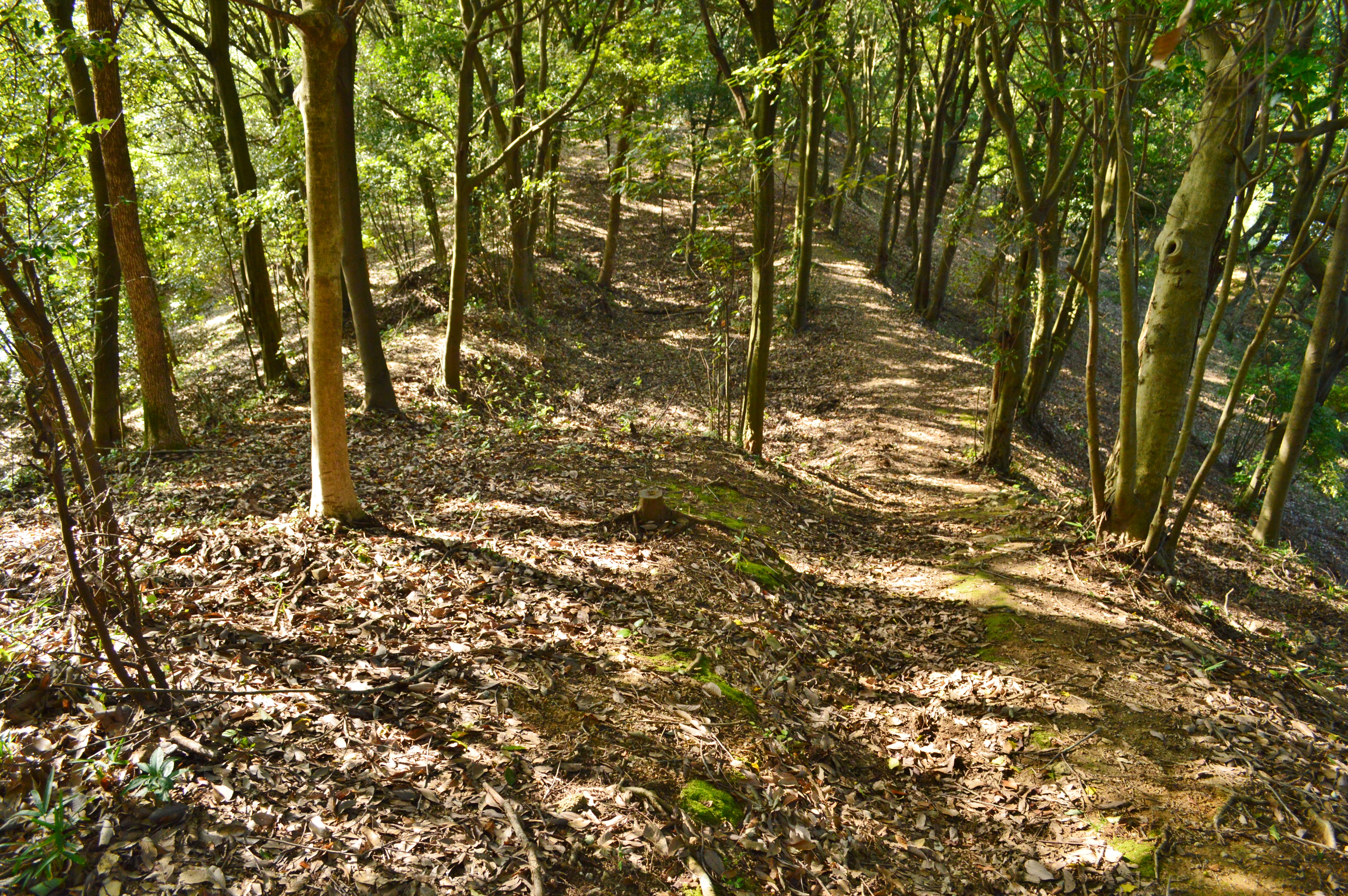
中円部から前方部を望む
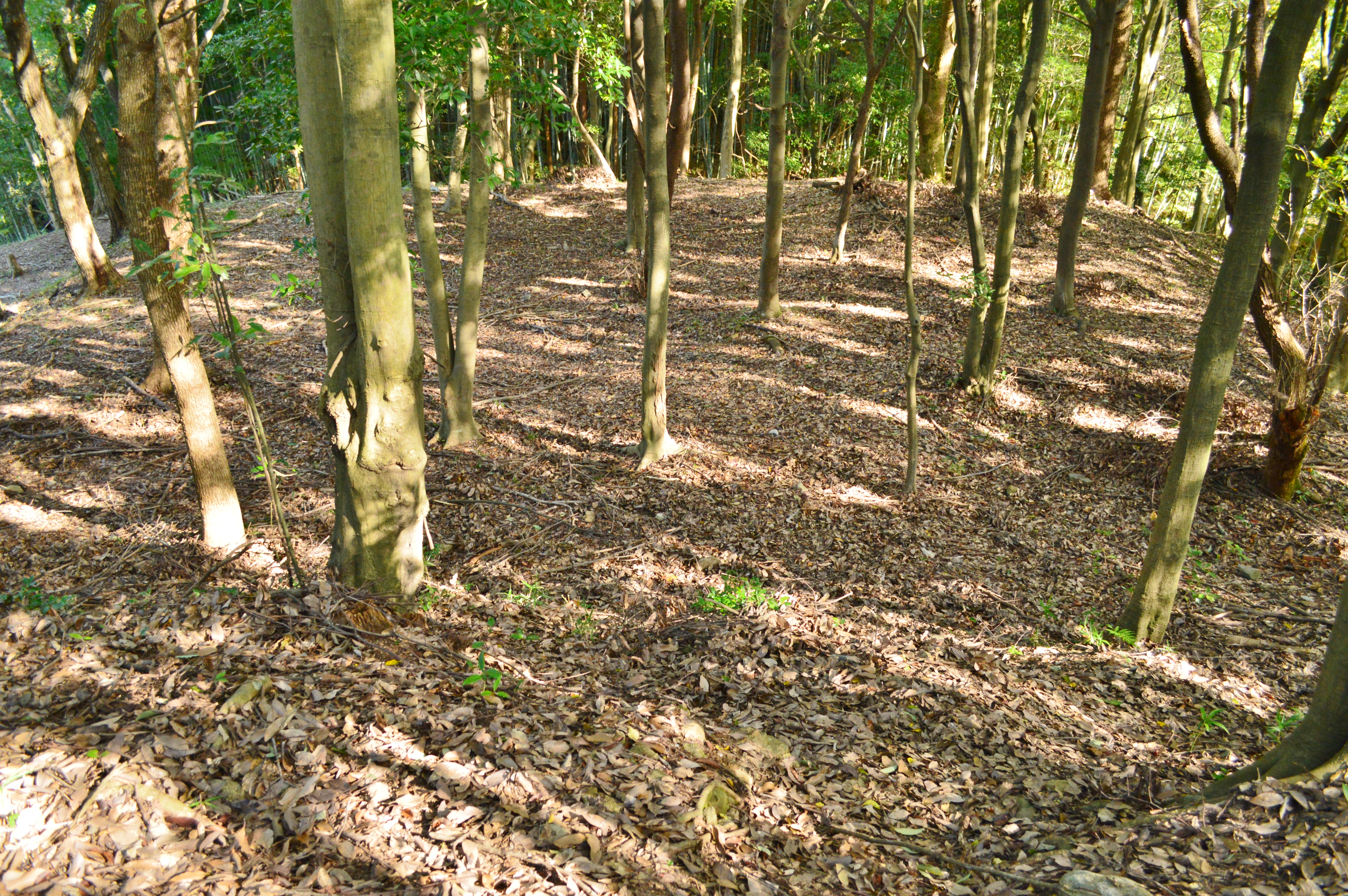
中円部から後方部を望む

## 埋葬施設
太平洋戦争中に日本軍がこの近くの平野部に飛行場を建設した時に、櫛山古墳の一部が掘り荒らされた。1943年、その後始末の調査が行われた。
中円部の頂上で長さ7.1メートル、幅1.4メートルの竪穴式石室が発掘され、内部には組合せ式の長持形石棺の一部が検出された。
後方部には埋葬施設はなかったが、祭祀施設がある。埋葬が終わった後、様々な日常品や土製の勾玉や管玉を故意に破損させ、石塊と共に大きく掘られた穴の中に投げ入れるという祭祀が行われた。

## 副葬品
後方部の祭祀状遺構で、石釧（いしくしろ）、車輪石、鍬形石と呼ばれる碧玉製腕飾類の破片、これら三種の碧玉製品を模造した土製品の破片、碧玉の管玉、鉄剣・刀子の破片と鉄斧、位牌形石製品とよばれ、人形の形骸化した石製品と想像される遺物、高坏や壺などの土師器が出土した。碧玉製腕飾類は、もとの個体数にして石釧107、車輪石105、鍬形石23という多数にのぼり、これでも乱掘後に残された数に過ぎないから、当初は膨大な数が納められたことが分かる。
後方部の白礫が堆積した層からは直弧文を着けた鍬形石形の土製品が出土している。

## 周辺情報
- 行燈山古墳（崇神天皇陵）
- 渋谷向山古墳（景行天皇陵）
- 西殿塚古墳（手白香皇女衾田陵）
- 黒塚古墳
- 天理市立黒塚古墳展示館
- 長岳寺